# エンシオ・ヒッティア
エンシオ・ヒッティア（よりフィンランド語に近い表記ではエンシオ・ヒューティア、Ensio Hyytiä、1938年3月24日 - 2019年3月24日）は、フィンランド、ロバニエミ出身の元スキージャンプおよびノルディック複合選手。1950年代後半から1960年代前半にかけて活躍した。

## プロフィール
1958年20歳の誕生日を目前に控えたヒッティアは自国開催の世界選手権で銀メダルを獲得した。
1960年スコーバレーオリンピックではノルディック複合に出場、前半ジャンプでは1本目にトップとなったが2本目は振るわず、後半クロスカントリーで順位を落として22位に終わった。
1963-1964シーズンのジャンプ週間で総合9位となり、インスブルックオリンピックでは70m級20位、90m級23位だった。
現役引退後は地元ロバニエミのクラブOunasvaaran Hiihtoseuraaでコーチとして後進を指導した。